# Guaraná Jesus
Guaraná Jesus é uma marca de refrigerante pertencente à The Coca-Cola Company que é fabricado e distribuído principalmente no estado do Maranhão, no Brasil, local em que suas vendas ultrapassam as das demais marcas de refrigerante.
Guaraná Jesus é um refrigerante de cor rosa com sabor adocicado, lembrando vagamente tutti-frutti, devido a estes serem alegadamente dois de seus 17 ingredientes, e muito popular no estado do Maranhão.

## História
A história do Guaraná Jesus começou com o farmacêutico Jesus Norberto Gomes, que aos 14 anos, em 1905, começou a trabalhar na farmácia Marques, do Dr. Augusto César Marques, onde aprendeu a manipular receitas rapidamente e logo se tornou um farmacêutico exemplar. Quando estava com 20 anos ele comprou a farmácia Galvão e logo começou a fabricar o injetável contra gripe intramuscular “Gomegaya Jesus”, antigripal Jesus, peitoral Jesus e Jesulina (pasta dentifrícia).
Com o passar do tempo, Jesus começou uma seção de refrigerantes e águas gasosas, iniciando assim pesquisas para produzi-los. Assim surgiu o primeiro produto Guaraná Jesus, que tinha um sabor amargo e leve, o que não agradou muito as pessoas que degustaram a bebida.

Obstinado para criar um refrigerante de agradasse um público maior, Jesus continuou com suas pesquisas e experiências, até que chegou criou a fórmula da Kola Guaraná Jesus, que agradou os consumidores, tanto pelo seu sabor quanto pela coloração começou a ser fabricado e vendido de fato em 1920.

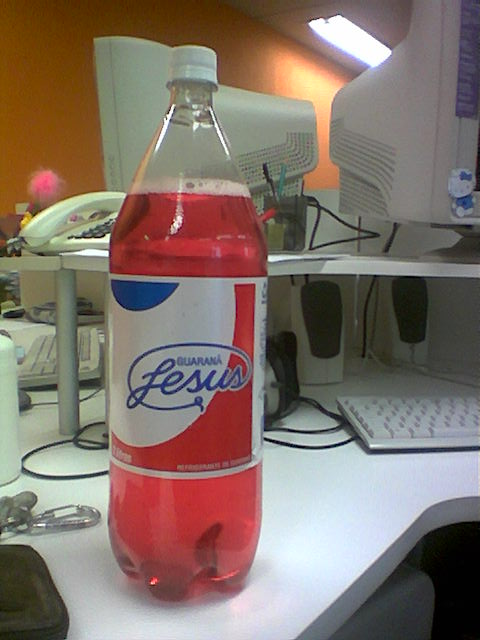
Guaraná Jesus versão 2 litros

A cor rosa e o sabor adocicado que lembrava vagamente os sabores de cravo e canela, ingredientes muito consumidos no Estado do Maranhão, se tornou muito popular, segundo a lenda a fórmula secreta da bebida tinha 17 ingredientes. O Guaraná Jesus se tornou praticamente um símbolo cultural maranhense.
No ano de 1960 a família Jesus manteve a fábrica própria até que ela foi comprada pela então Cervejaria Antarctica Paulista, porém a marca permaneceu na família. Nesse momento se iniciou uma briga judicial entre a empresa e a família que acusava a Cervejaria de adulterar e boicotar a venda de seus produtos, que foi resolvido anos mais tarde. Três anos depois, em 1963 o criador da marca acabou falecendo e o negócio permaneceu nas mãos de sua família até 1980, quando a marca Guaraná Jesus foi vendida para a Companhia Maranhense de Refrigerantes, quando eles também passaram a engarrafar os produtos.
Em 2001 a The Coca-Cola Company comprou os direitos da marca Guaraná Jesus e cinco anos mais tarde uma franquia da Coca Cola chamada Renosa comprou a Companhia Maranhense de Refrigerantes, fazendo com que o Guaraná Jesus continuasse a ser comercializado somente no Estado do Maranhão. No final do ano de 2008 a Coca-Cola lançou uma campanha para que os maranhenses escolhessem a nova identidade visual das embalagens do Guaraná Jesus, o que foi concretizado a partir de 2010, por conta de sua nova identidade visual a marca ganhou o primeiro lugar na categoria de melhor estratégia de marketing o Prêmio Internacional de Excelência em Design (Idea).

Em 2011 foi lançada a versão Zero Açúcar e em 2016 o refrigerante passou a ser fabricado na fábrica da Coca-Cola do Grupo Brasal em Brasília, onde começou a ser distribuído na região, no mesmo ano começou a ser vendido em Fortaleza pelo Mercadinhos São Luiz. Tornou-se cada vez mais frequente a expressão ''Vamos aceitar Jesus?'' ao convidar uma pessoa para experimentar ou apreciar o refrigerante.